# Eduardo Fradkin
Eduardo Hector Fradkin (* 21. Februar 1950 in Buenos Aires) ist ein US-amerikanischer theoretischer Festkörperphysiker argentinischer Abstammung, Professor für Physik an der University of Illinois at Urbana-Champaign und Direktor des dortigen Institute for Condensed Matter Theory.
Fradkin studierte bis 1973 an der Universidad de Buenos Aires Physik und wurde im Jahr 1979 an der Stanford University promoviert. Als Post-Doktorand war er bis 1980 an der University of Illinois at Urbana-Champaign tätig und wurde Research Assistant Professor, bevor er 1981 Assistant Professor of Physics und 1984 Associate Professor wurde. Seit 1989 ist er an der University of Illinois at Urbana-Champaign als Full Professor tätig. 2014 wurde er dort Donald Biggar Willett Professor of Physics und 2011 Direktor des dortigen Institute for Condensed Matter Theory.
In seiner Doktorarbeit leistete Fradkin einflussreiche Beiträge zur Entwicklung von Gittereichtheorien. In seiner weiteren Laufbahn widmete er sich vorwiegend der Theorie kondensierter Materie, wo er unter anderem feldtheoretische Methoden zur Anwendung brachte. Zu seinen bekanntesten Forschungsthemen zählen der fraktionelle Quanten-Hall-Effekt und die Hochtemperatur-Supraleitung. Gemeinsam mit Steven Kivelson und anderen schlug Fradkin vor, dass stark korrelierte Elektronensysteme Phasen ausbilden können, die sich analog zu nematischen Flüssigkristallen verhalten – das heißt eine gebrochene Rotationssymmetrie bei ungebrochener Translationssymmetrie aufweisen. Diese Vorhersage wurde in mehreren Materialsystemen experimentell bestätigt, unter anderem in Kupfer- und Eisen- basierten Supraleitern. Fradkin ist Autor eines vielzitierten Buchs zu Feldtheorien in der Theorie kondensierter Materie.
Fradkin wurde 1998 zum Fellow der American Physical Society ernannt, 2009 zum Fellow der American Academy of Arts and Sciences und 2013 zum Mitglied der National Academy of Sciences gewählt. Von 1998 bis 1999 war er darüber hinaus John Simon Guggenheim Fellow. 2024 erhielt Fradkin die Feenberg-Medaille.

## Schriften
- Field Theories of Condensed Matter Physics. Cambridge University Press, 2013. (Erstveröffentlichung 1991)